# Großhöflein
Großhöflein (ungarisch Nagyhöflány) ist eine Marktgemeinde mit 2091 Einwohnern (Stand 1. Jänner 2024) im Burgenland im Bezirk Eisenstadt-Umgebung in Österreich.

## Geografie
Die Gemeinde liegt im nördlichen Burgenland nahe der Landeshauptstadt Eisenstadt im Süden des Leithagebirges. Großhöflein ist der einzige Ort in der Gemeinde.
Nachbargemeinden:
|            | Hornstein                                   |            |
| Müllendorf | Kompassrose, die auf Nachbargemeinden zeigt | Eisenstadt |
|            | Wulkaprodersdorf                            |            |

## Geschichte
Vor Christi Geburt war das Gebiet Teil des keltischen Königreiches Noricum und gehörte zur Umgebung der keltischen Höhensiedlung Burg auf dem Schwarzenbacher Burgberg. Unter den Römern lag das heutige Großhöflein dann in der Provinz Pannonia.

Groß Höflein (Mitte links) um 1873 (Aufnahmeblatt der Landesaufnahme)

Auf dem Föllig (286 Meter) wurden Funde aus der Jungsteinzeit, Bronzezeit und der Zeit des Römischen Reichs gemacht. Marktgemeinde ist Großhöflein seit 1701. Der Ort gehörte wie das gesamte Burgenland bis 1920/21 zu Ungarn (Komitat Sopron). Seit 1898 musste aufgrund der Magyarisierungspolitik der Regierung in Budapest der ungarische Ortsname Nagyhöflány verwendet werden.
Nach Ende des Ersten Weltkriegs wurde nach zähen Verhandlungen Deutsch-Westungarn in den Verträgen von St. Germain und Trianon 1919 Österreich zugesprochen. Der Ort gehört seit 1921 zum neu gegründeten Bundesland Burgenland (siehe auch Geschichte des Burgenlandes).

## Kultur und Sehenswürdigkeiten

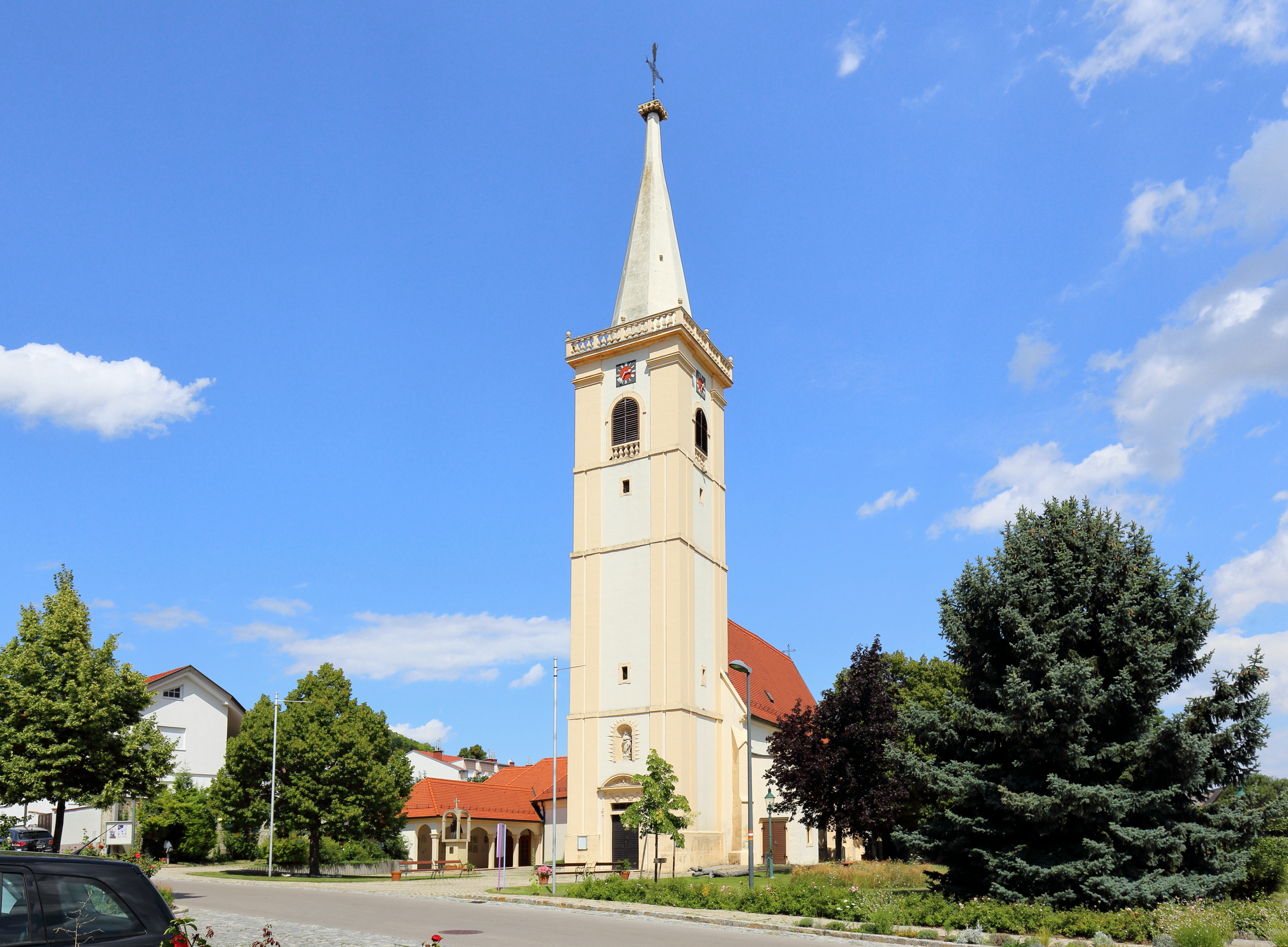
Kirchplatz mit Pfarrkirche hl. Johannes der Täufer

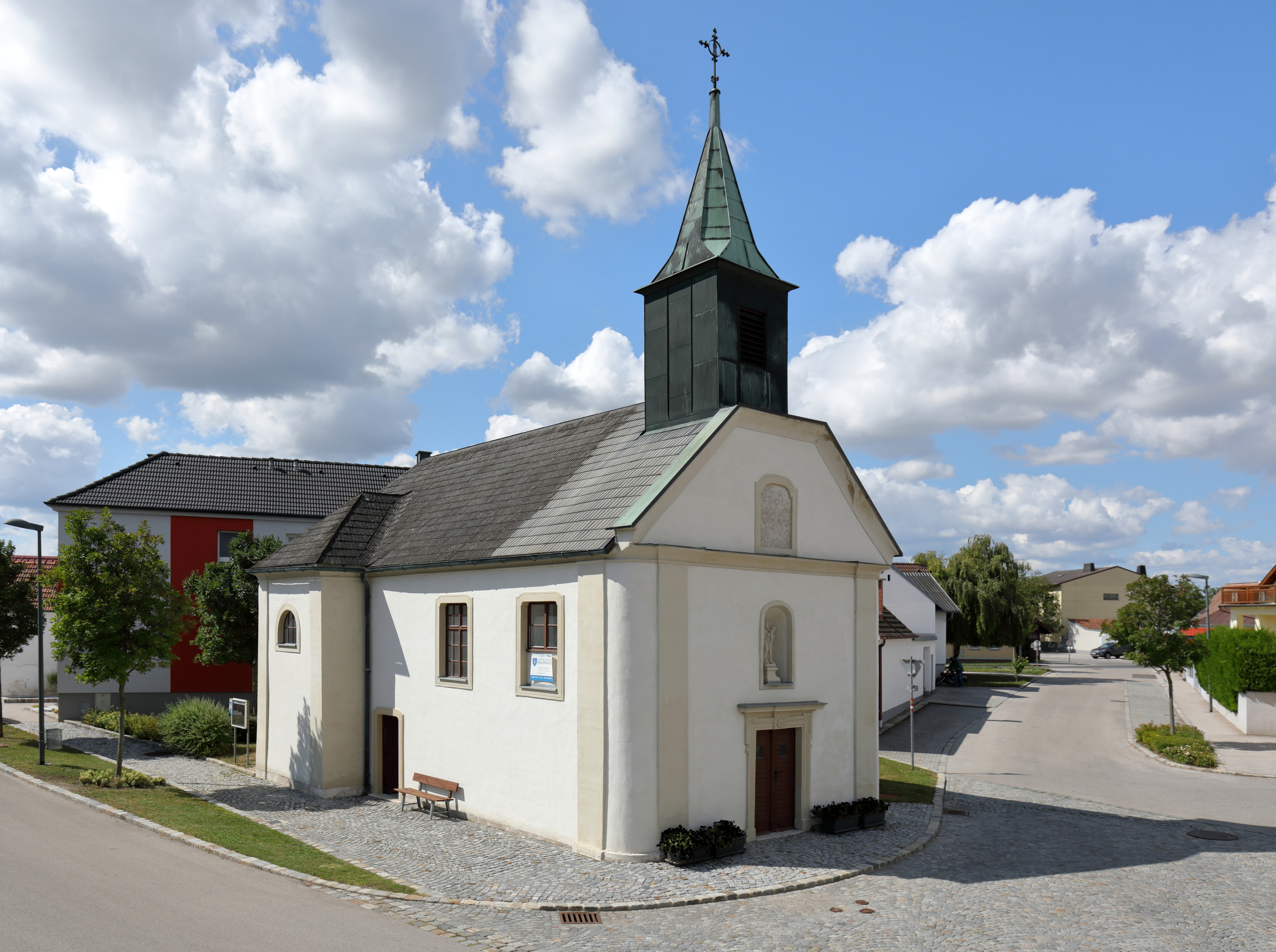
Antonikapelle

- Pfarrkirche Großhöflein: Die spätgotische Kirche wurde im 17. Jahrhundert umgebaut, erhielt 1992 ein Seitenschiff und wurde 2006 renoviert.
- Badehaus, errichtet von Charles de Moreau im Jahr 1807
- Antonikapelle (erbaut 1730)
- Radegundiskapelle
- Das Rathaus, das so genannte Simon-Despot-Haus, wurde 1675 errichtet.
- Palais Strauß, das umgangssprachlich auch als Pleininger-Haus bezeichnet wird.
- Ein Pranger wird auf das Jahr 1714 datiert.
- Dem Verfall preisgegeben sind ein im 18. Jahrhundert errichtetes Jagdhaus (Steinbrunner Jagdhaus) und das Rokoko-Lusthaus/Jagdschloss „Rendezvouz“ der Familie Esterházy auf dem Gipfel des Föllik.

## Wirtschaft und Infrastruktur
Großhöflein ist eine Weinbaugemeinde im Weinbaugebiet Leithaberg. Durch die Lage am Südhang des Leithagebirges und durch die von Kalk dominierten Böden reifen hier Weine, die mit Regelmäßigkeit zu den besten Österreichs zählen. International bekannt wurde Großhöflein durch die Erfolge von Anton Kollwentz (* 1940). Die in der Nähe des Ortes vorhandene Schwefel-Quelle wird nicht genutzt.

## Politik

### Gemeinderat

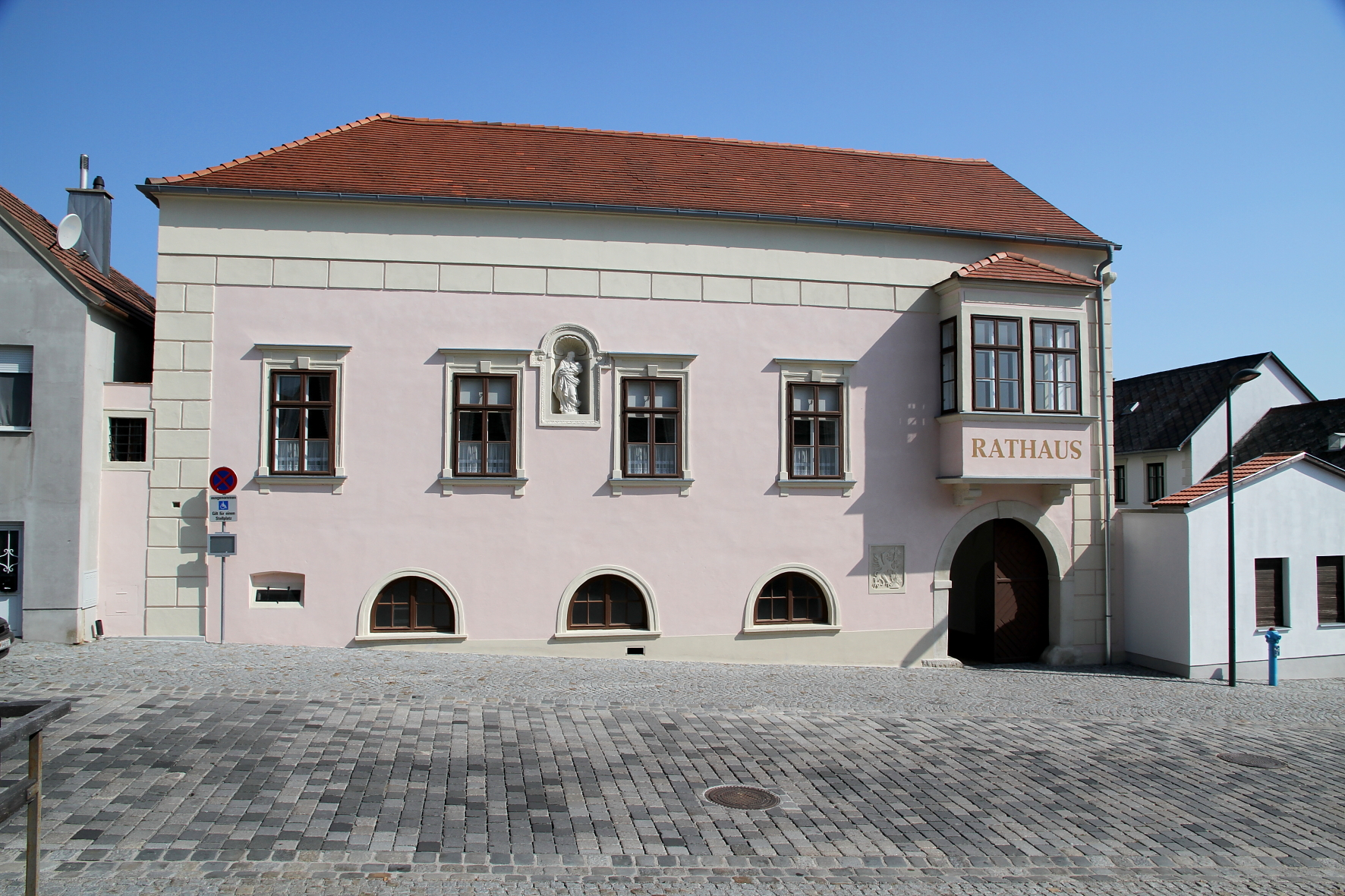
Rathaus Großhöflein

Der Gemeinderat umfasst aufgrund der Einwohnerzahl insgesamt 21 Mitglieder.
| Partei          | 2022             | 2022             | 2022             | 2017             | 2017             | 2017             | 2012             | 2012             | 2012             | 2007             | 2007             | 2007             | 2002             | 2002             | 2002             | 1997             | 1997             | 1997             |
| Partei          | Sti.             | %                | M.               | Sti.             | %                | M.               | Sti.             | %                | M.               | Sti.             | %                | M.               | Sti.             | %                | M.               | Sti.             | %                | M.               |
| --------------- | ---------------- | ---------------- | ---------------- | ---------------- | ---------------- | ---------------- | ---------------- | ---------------- | ---------------- | ---------------- | ---------------- | ---------------- | ---------------- | ---------------- | ---------------- | ---------------- | ---------------- | ---------------- |
| SPÖ             | 529              | 42,66            | 9                | 554              | 45,86            | 10               | 460              | 33,41            | 7                | 550              | 43,75            | 9                | 580              | 48,90            | 10               | 514              | 45,33            | 9                |
| ÖVP             | 376              | 30,32            | 7                | 433              | 35,84            | 7                | 425              | 30,86            | 6                | 480              | 38,19            | 8                | 502              | 42,33            | 8                | 382              | 33,69            | 7                |
| BFG A2          | 184              | 14,84            | 3                | nicht kandidiert | nicht kandidiert | nicht kandidiert | nicht kandidiert | nicht kandidiert | nicht kandidiert | nicht kandidiert | nicht kandidiert | nicht kandidiert | nicht kandidiert | nicht kandidiert | nicht kandidiert | nicht kandidiert | nicht kandidiert | nicht kandidiert |
| FLG A1          | 151              | 12,18            | 2                | 221              | 18,29            | 4                | nicht kandidiert | nicht kandidiert | nicht kandidiert | nicht kandidiert | nicht kandidiert | nicht kandidiert | nicht kandidiert | nicht kandidiert | nicht kandidiert | nicht kandidiert | nicht kandidiert | nicht kandidiert |
| LBL             | nicht kandidiert | nicht kandidiert | nicht kandidiert | nicht kandidiert | nicht kandidiert | nicht kandidiert | 492              | 35,73            | 8                | 227              | 18,06            | 4                | nicht kandidiert | nicht kandidiert | nicht kandidiert | nicht kandidiert | nicht kandidiert | nicht kandidiert |
| FPÖ             | nicht kandidiert | nicht kandidiert | nicht kandidiert | nicht kandidiert | nicht kandidiert | nicht kandidiert | nicht kandidiert | nicht kandidiert | nicht kandidiert | nicht kandidiert | nicht kandidiert | nicht kandidiert | 104              | 8,77             | 1                | 197              | 17,37            | 3                |
| GFG             | nicht kandidiert | nicht kandidiert | nicht kandidiert | nicht kandidiert | nicht kandidiert | nicht kandidiert | nicht kandidiert | nicht kandidiert | nicht kandidiert | nicht kandidiert | nicht kandidiert | nicht kandidiert | nicht kandidiert | nicht kandidiert | nicht kandidiert | 41               | 3,62             | 0                |
| Wahlberechtigte | 1796             | 1796             | 1796             | 1722             | 1722             | 1722             | 1729             | 1729             | 1729             | 1575             | 1575             | 1575             | 1457             | 1457             | 1457             | 1367             | 1367             | 1367             |
| Wahlbeteiligung | 77,84 %          | 77,84 %          | 77,84 %          | 80,60 %          | 80,60 %          | 80,60 %          | 86,70 %          | 86,70 %          | 86,70 %          | 88,19 %          | 88,19 %          | 88,19 %          | 88,88 %          | 88,88 %          | 88,88 %          | 90,71 %          | 90,71 %          | 90,71 %          |

### Gemeindevorstand
Neben Bürgermeisterin Maria Zoffmann (ÖVP) und dem Vizebürgermeister Dragan Kunkic (SPÖ) gehören weiters Vanessa Sommer (SPÖ), Norbert Fenk (BFG), Alexander Steiner (SPÖ), Horst Ondrag (ÖVP) und Patrick Jankovits (ÖVP) dem Gemeindevorstand an.

### Bürgermeister
Heinz Heidenreich (SPÖ) setzte sich in der Bürgermeisterstichwahl am 8. Februar 2015 mit 50,2 % der Stimmen gegen Sylvia Unger (LBL, 49,8 %) durch. Die Wahl wurde erforderlich, nachdem Bürgermeister Wolfgang Rauter (LBL) im September 2014 nach nur zweijähriger Amtszeit, seine Funktion niedergelegt hatte. Die Stichwahl wurde notwendig, weil im ersten Wahlgang am 11. Jänner 2015 mit Johann Zonschits (ÖVP) als drittem Bewerber kein Kandidat eine qualifizierte Mehrheit erreichte.
Bei der Bürgermeisterwahl am 1. Oktober 2017 hatte Heidenreich mit Maria Zoffmann (ÖVP) und Andreas Kuchelbacher (FLG) abermals zwei Mitbewerber. Kuchelbacher ging sogar mit dem Versprechen in die Wahl, sein Bürgermeistergehalt (rund 47.000 Euro jährlich) für soziale, sportliche und kulturelle Aktivitäten in den Vereinen sowie bedürftigen Gemeindebürgern zur Verfügung zu stellen. Dennoch schied Kuchelbacher nach dem ersten Wahlgang mit 18,02 % aus. Heidenreich verfehlte mit 49,85 % sein Wahlziel, sodass eine Stichwahl stattfinden musste, bei der sich Heidenreich mit 54,63 % gegenüber Zoffmann (45,37 %) durchsetzte. In der konstituierenden Sitzung des Gemeinderats wurde Maria Zoffmann zur Vizebürgermeisterin gewählt.
Bei der Wahl 2022 erreichte keiner der Kandidaten im ersten Wahlgang die erforderlichen 50 Prozent. Bei der Stichwahl konnte sich Maria Zoffmann (ÖVP) gegen den bisherigen Bürgermeister Heinz Heidenreich (SPÖ) durchsetzen.

### Chronik der Bürgermeister
Quelle: Atlas Burgenland
- 1916–1918 Paul Lichtscheidl
- 1918–1927 Johann Thomschitz
- 1927–1928 Johann Steiner
- 1928–1931 Matthias Erdt
- 1931–1934 Josef Zechmeister
- 1934–1942 Philipp Thomschitz
- 1942–1945 Andreas Mayer
- 1945–1950 Jakob Kolp
- 1950–1951 Josef Kornholz
- 1951–1972 Paul Sailer
- 1972–1987 Rudolf Leberl
- 198700000 Emmerich Krauscher (ÖVP)
- 1987–2002 Johann Grillenberger (SPÖ)
- 2002–2012 Oswald Kucher (SPÖ)
- 2012–2014 Wolfgang Rauter (LBL)
- 2014–2022 Heinz Heidenreich (SPÖ)
- seit 2022 Maria Zoffmann (ÖVP)[2]

### Wappen
|  | Blasonierung: „In einem roten Felde einen steigenden goldenen Greif, der einen natürlichen Weinstock hält (Weintrauben gold, Blätter grün).“ |

## Persönlichkeiten

### Söhne und Töchter der Gemeinde
- Anton Kollwentz (* 24. Juni 1940), österreichischer Weinbaupionier[14][15][16]

### Ehrenbürger
- Kurt Schuschnigg (1897–1977), Bundeskanzler vom 29. Juli 1934 bis 11. März 1938, Ehrenbürger in Großhöflein seit 1936[17]
- Johann Haider, Prälat, von 1975 bis 1994 Pfarrer im Pfarrverband Großhöflein und Müllendorf, ab 1994 Direktor des Pastoralamtes der Diözese Eisenstadt und Pfarrer in Großhöflein bis 2011[18][19][20]

### Ehrenringträger
- Anton Kollwentz (* 1940), österreichischer Weinbaupionier[21]
- Gerald Schlag (* 1941), Historiker und Direktor der burgenländischen Landesmuseen von 1990 bis 2002[22]

### Ehrenbürgermeister
- Hans Sylvester (1897–1939), österreichischer Agrarfachmann und Politiker, wurde in Großhöflein 1936 zum Ehrenbürgermeister gekürt[23]